# بانی (فیلم ۲۰۰۵)
بانی 
(به تلوگویی: Bunny) فیلمی محصول سال ۲۰۰۵ و به کارگردانی وی. وی وینیاک است. در این فیلم بازیگرانی همچون آلو آرجون، گووری مونجال، پراکاش راج، آر.ساراتکومار، موکش ریشی ایفای نقش کرده‌اند.